# Oskar Steen
Oskar Mathias Steen, född 9 mars 1998, är en svensk ishockeyspelare som spelar för Färjestad BK i Svenska Hockeyligan (SHL). Han har tidigare spelat för Boston Bruins i National Hockey League (NHL). Steen draftades av Bruins som 163:e spelare vid NHL Entry Draft 2016.  

## Spelarkarriär
Steen har Forshaga IF som moderklubb. Han gick över till Färjestad för spel i deras juniorlag 2012/2013. I november 2015 SHL-debuterade han för Färjestad mot Brynäs. Brynäs vann matchen med 3-0. Steen blev ordinarie i laget och skrev på ett treårskontrakt med klubben i februari 2016. Oskar Steen blev tillsammans med Joel Eriksson Ek och Rasmus Asplund uppmärksammad i den så kallade "Knattekedjan" under 2016 för sitt med tanke på ungdomen imponerande spel i SHL med Färjestad BK.
Säsongen 2018/19 fick han sitt genombrott då han noterades han för 37 poäng på 46 spelade matcher i Färjestad. Inför säsongen 2019/20 skrev han på ett treårskontrakt med Boston Bruins i NHL. Denna säsong spelade han 60-spelade matcher i farmarlaget Providence Bruins i AHL. Säsongen därpå blev han utlånad till IF Björklöven i Hockeyallsvenskan, för vilka han gjorde 15 poäng (varav 12 mål) på 16 spelade matcher. Efter utlåningen återvände han till Providence Bruins. 
Säsongen 2021/22 noterades han för sitt första NHL-mål i karriären.
13 juli 2024 skrev Steen på ett femårskontrakt med Färjestad.

## Statistik

### Klubbkarriär
| 2014–15    | Färjestad BK      | J20        | 36  | 7  | 6  | 13 | 16  | 6  | 2 | 2 | 4 | 4  |
| 2015–16    | Färjestad BK      | J20        | 33  | 8  | 24 | 32 | 37  | —  | — | — | — | —  |
| 2015–16    | Färjestad BK      | SHL        | 17  | 0  | 6  | 6  | 4   | 5  | 0 | 0 | 0 | 2  |
| 2016–17    | Färjestad BK      | J20        | 8   | 5  | 6  | 11 | 8   | —  | — | — | — | —  |
| 2016–17    | Färjestad BK      | SHL        | 47  | 1  | 2  | 3  | 8   | 7  | 0 | 0 | 0 | 0  |
| 2016–17    | Modo Hockey       | Allsv      | 4   | 0  | 0  | 0  | 2   | —  | — | — | — | —  |
| 2016–17    | Forshaga IF       | Div.1      | 1   | 1  | 1  | 2  | 0   | —  | — | — | — | —  |
| 2017–18    | Färjestad BK      | SHL        | 45  | 4  | 2  | 6  | 16  | 5  | 0 | 0 | 0 | 2  |
| 2018–19    | Färjestad BK      | SHL        | 46  | 17 | 20 | 37 | 49  | 14 | 2 | 5 | 7 | 8  |
| 2019–20    | Providence Bruins | AHL        | 60  | 7  | 16 | 23 | 48  | —  | — | — | — | —  |
| 2020–21    | IF Björklöven     | Allsv      | 16  | 12 | 3  | 15 | 10  | —  | — | — | — | —  |
| 2020–21    | Providence Bruins | AHL        | 23  | 5  | 6  | 11 | 12  | —  | — | — | — | —  |
| 2020–21    | Boston Bruins     | NHL        | 3   | 0  | 0  | 0  | 2   | —  | — | — | — | —  |
| 2021–22    | Providence Bruins | AHL        | 49  | 15 | 20 | 35 | 26  | 2  | 0 | 0 | 0 | 0  |
| 2021–22    | Boston Bruins     | NHL        | 20  | 2  | 4  | 6  | 6   | —  | — | — | — | —  |
| 2022–23    | Providence Bruins | AHL        | 64  | 14 | 17 | 31 | 34  | 4  | 1 | 0 | 1 | 4  |
| 2022–23    | Boston Bruins     | NHL        | 3   | 1  | 0  | 1  | 0   | —  | — | — | — | —  |
| 2023–24    | Boston Bruins     | NHL        | 34  | 1  | 0  | 1  | 4   | —  | — | — | — | —  |
| 2023–24    | Providence Bruins | AHL        | 25  | 12 | 4  | 16 | 12  | 3  | 0 | 2 | 2 | 0  |
| 2024–25    | Färjestad BK      | SHL        | 52  | 30 | 15 | 45 | 40  | 6  | 0 | 2 | 2 | 2  |
| SHL totalt | SHL totalt        | SHL totalt | 207 | 52 | 45 | 97 | 117 | 37 | 2 | 7 | 9 | 14 |
| NHL totalt | NHL totalt        | NHL totalt | 60  | 4  | 4  | 8  | 12  | —  | — | — | — | —  |

### Internationellt
| År            | Lag           | Turnering     | Resultat      |    | Matcher | Mål | Assist | Poäng | Utv |
| ------------- | ------------- | ------------- | ------------- | -- | ------- | --- | ------ | ----- | --- |
| 2014          | Sweden        | U17           | 3             | 6  | 1       | 0   | 1      | 4     |     |
| 2015          | Sverige       | IH18          | 2             | 5  | 0       | 0   | 0      | 4     |     |
| 2016          | Sverige       | U18           | 2             | 7  | 2       | 1   | 3      | 6     |     |
| 2018          | Sverige       | JVM           | 2             | 7  | 2       | 2   | 4      | 12    |     |
| Junior totalt | Junior totalt | Junior totalt | Junior totalt | 25 | 5       | 3   | 8      | 26    |     |